# Jakob Hinrichs
Jakob Hinrichs (1977) és un dibuixant i guionista de còmics alemany.

## Publicacions
Còmic
- Hans Fallada - El bebedor, Denoël Graphic - Selecció oficial del Festival de Angoulême 2016.

Il·lustració
- ((anglès)) A graphic cosmogony, Nobrow Press
- ((alemany)) Wladimir Majakowski: Der Fliegende Proletarier, Verlagshaus J. Frank